# 法拉本多·马蒂

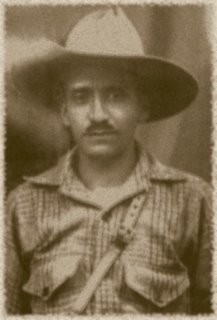
1929年的法拉本多·马蒂

法拉本多·马蒂（西班牙語：Agustín Farabundo Martí Rodríguez；1893年5月5日—1932年2月1日），萨尔瓦多马克思列宁主义活动家、革命家，1930年3月建立萨尔瓦多共产党，1932年领导反对马丁内斯军事独裁的农民起义，起义失败，马蒂被杀。
他生于萨尔瓦多拉利伯尔塔省大庄园主家庭。1913年获文学士学位，1914年改学法律与社会学。1920年因参加反独裁统治大集会被捕，并被流放到危地马拉五年。1925年参与创建中美洲社会党，被危地马拉驱逐回国。后从事工人运动。1928年去尼加拉瓜与桑地诺一起进行反帝斗争，并被任命为尼加拉瓜人民起义武装部队的上校。1930年回国任国际红色救济会萨尔瓦多分会总书记，领导人民革命斗争。1931年初在世界经济危机影响下，萨尔瓦多大批农业工人失业，他深入农村进行宣传鼓动，传播马克思主义，号召农民起来斗争。同年4月又因领导首都人民举行反饥饿、反贫困示威游行而被捕。12月萨尔瓦多发生军事政变。翌年1月他再度入狱，后被杀害。后来萨尔瓦多有一支反政府的游击队，即以他的名字而命名。